# Conosema alfura
Conosema alfura là một loài bướm đêm trong họ Noctuidae.